# Neotoxoptera weigeliae
Neotoxoptera weigeliae är en insektsart. Neotoxoptera weigeliae ingår i släktet Neotoxoptera och familjen långrörsbladlöss. Inga underarter finns listade i Catalogue of Life.